# Piccolo manuale della guerriglia urbana
Il Piccolo manuale della guerriglia urbana (in portoghese Minimanual do Guerrilheiro Urbano) è un libro scritto nel giugno 1969 dal rivoluzionario comunista brasiliano Carlos Marighella. 
Il Piccolo manuale fu una delle opere più pubblicizzate di Carlos Marighella, poiché servì da guida per i movimenti rivoluzionari comunisti intenzionati a utilizzare tattiche di guerriglia. Circolò in versioni ciclostilate e fotocopiate, alcune diverse tra loro, senza che fosse possibile individuare quale fosse l'edizione originale. In quest'opera Marighella descrisse dettagliatamente alcune tattiche di guerriglia urbana utilizzabili nella lotta contro governi dittatoriali. 
Negli anni '80, la Central Intelligence Agency (CIA) degli Stati Uniti, con l'intento di comprendere e combattere efficacemente la militanza armata antigovernativa e ogni movimento che essa giudicava terroristico, fece tradurre il Piccolo manuale in inglese e in spagnolo per distribuirlo ai servizi di intelligence alleati di tutto il mondo affinché servisse come materiale didattico, ad esempio presso la School of the Americas, che mantiene a Panama.
Alcuni analisti hanno evidenziato come il Piccolo manuale e il trattato Per la liberazione del Brasile, dello stesso Marighella, abbiano influenzato la guerriglia rivoluzionaria più di ogni altro insieme di teorie.

## Contesto storico
Marighella scrisse il Piccolo manuale con l'intento di rendere popolari le tattiche di guerriglia, il suo obiettivo essendo «quello di non leggere semplicemente questo mini-manuale, ma di farne circolare il contenuto». Secondo Marighella, un guerrigliero urbano è «una persona che combatte la dittatura militare con le armi, usando metodi non convenzionali; è un rivoluzionario e un ardente patriota, un combattente per la liberazione del suo paese, un amico del popolo e della libertà», con esplicito riferimento alla lotta armata rivoluzionaria contro la dittatura militare brasiliana, che caratterizza il libro come un manuale di azione pratica. Per Marighella, la caratteristica fondamentale di un guerrigliero urbano è la sua partecipazione a una lotta armata avente il duplice scopo di eliminare fisicamente le forze armate nemiche (ufficiali, soldati, poliziotti, ecc.) e di espropriare le ricchezze dei grandi capitalisti e proprietari terrieri.

## Tattiche di guerriglia
Per Marighella le caratteristiche delle tattiche di guerriglia sono l'aggressività, le azioni di attacco e di pronta ritirata e, infine, l'obiettivo di sviluppare la guerriglia stessa, al fine di demoralizzare e logorare le forze di polizia e militari, inquadrate nel Departamento de Ordem Política e Social ("Dipartimento dell'Ordine Politico Sociale", DOPS) nella dittatura militare brasiliana. Un'azione difensiva porterebbe alla distruzione dei guerriglieri, poiché Marighella sostiene che essi sono «inferiori al nemico nella potenza di fuoco», per cui «l’azione difensiva significa la nostra morte».
D'altro canto, Marighella sostiene che i guerriglieri hanno vantaggi in termini di conoscenza del terreno, di strategia nel formulare attacchi a sorpresa e di maggiore mobilità e velocità. Così Marighella afferma che «La guerriglia urbana ha forze inferiori. Il paradosso è che, tuttavia, la guerriglia urbana è l’attaccante».

### Gruppi di fuoco
Il concetto più originale del Piccolo manuale è l'idea di spostare la maggior parte delle azioni dei guerriglieri dalle campagne alle città, attraverso piccoli gruppi di fuoco composti da non più di quattro o cinque persone.

### Assalti, incursioni e penetrazioni
Incursioni e penetrazioni (raid) vengono descritti da Marighella come «attacchi rapidi nei quartieri o anche nel centro cittadino, contro piccole unità militari, commissariati, ospedali, per causare problemi, impadronirsi di armi, punire e terrorizzare il nemico, effettuare rappresaglie o soccorrere persone ferite o ricoverate in ospedale e vigilate dalla polizia. Le incursioni e le penetrazioni sono anche effettuate nei garage e nei depositi per distruggere i veicoli e danneggiare le installazioni, specialmente se sono aziende e proprietà nord-americane». L'assalto alle banche viene definito da Marighella come «la missione più popolare», e «come una sorta di test preliminare per il guerrigliero nel suo processo di addestramento alle tattiche di guerriglia urbana».

## Diffusione e influenza
Il Piccolo manuale della guerriglia urbana fu tradotto e si diffuse in moltissimi Paesi. Marighella, che faceva appello alla tattica della guerriglia urbana (e tutte le altre strategie annessevi) per precise ragioni politiche, datosi che all'epoca il Brasile si ritrovava stretto nella morsa della dittatura militare dei cosiddetti Gorillas e qualsivoglia forma di dissenso ed opposizione veniva pertanto duramente repressa (lo stesso Marighella era stato un militante del Partito Comunista del Brasile messo al bando dal regime), creò un modello di azione eversiva che venne usato nei successivi quarant'anni da gruppi estremistici politicamente anche parecchio distanti tra loro, dall'Armata Rossa Giapponese agli autonomisti cristiani del Montana. 
Secondo il biografo Mário Magalhães, il libro è il passaporto di Marighella per l'eternità, nel senso che ha influenzato la formazione e l'organizzazione dei gruppi guerriglieri a livello internazionale. 
Nel 2021, la Fundação Getúlio Vargas ("Fondazione Getúlio Vargas", FGV) ha riscritto il Piccolo manuale come manuale di controspionaggio contro i gruppi guerriglieri, sostenendo che il libro di Marighella è «considerato da 'World Terror' come il miglior lavoro per le azioni di guerriglia in un ambiente urbano».